# Ligne de trolleybus 24 (Liège)
La ligne 24 est une ancienne ligne du trolleybus de Liège qui reliait Liège au quartier de Thier entre 1930 et 1965.

## Histoire
1930 : mise en service comme ligne d'autobus sous l'indice 24 entre la place de la Cathédrale à Liège et Liège (Thier) Église.
1934 : conversion en trolleybus.
1939 : fusion de la ligne 23, prolongement vers la gare des Guillemins.
1965 : suppression, remplacement par une ligne d'autobus sous le même indice.

### Monographies
- Jean-Géry Godeaux, Les tramways au pays de Liège, t. 3 : Liège aux fils des trolleybus, Groupement belge pour la promotion et l'exploitation touristique du transport ferroviaire (GTF), 2001, 490 p.